# Roxbyite
La roxbyite è un minerale.